# NGC 2562
NGC 2562 este o galaxie LINER situată în constelația Racul. A fost descoperită în 13 februarie 1787 de către William Herschel. Se află la o distanță de 71,26 de megaparseci de Pământ.